# René Weissinger

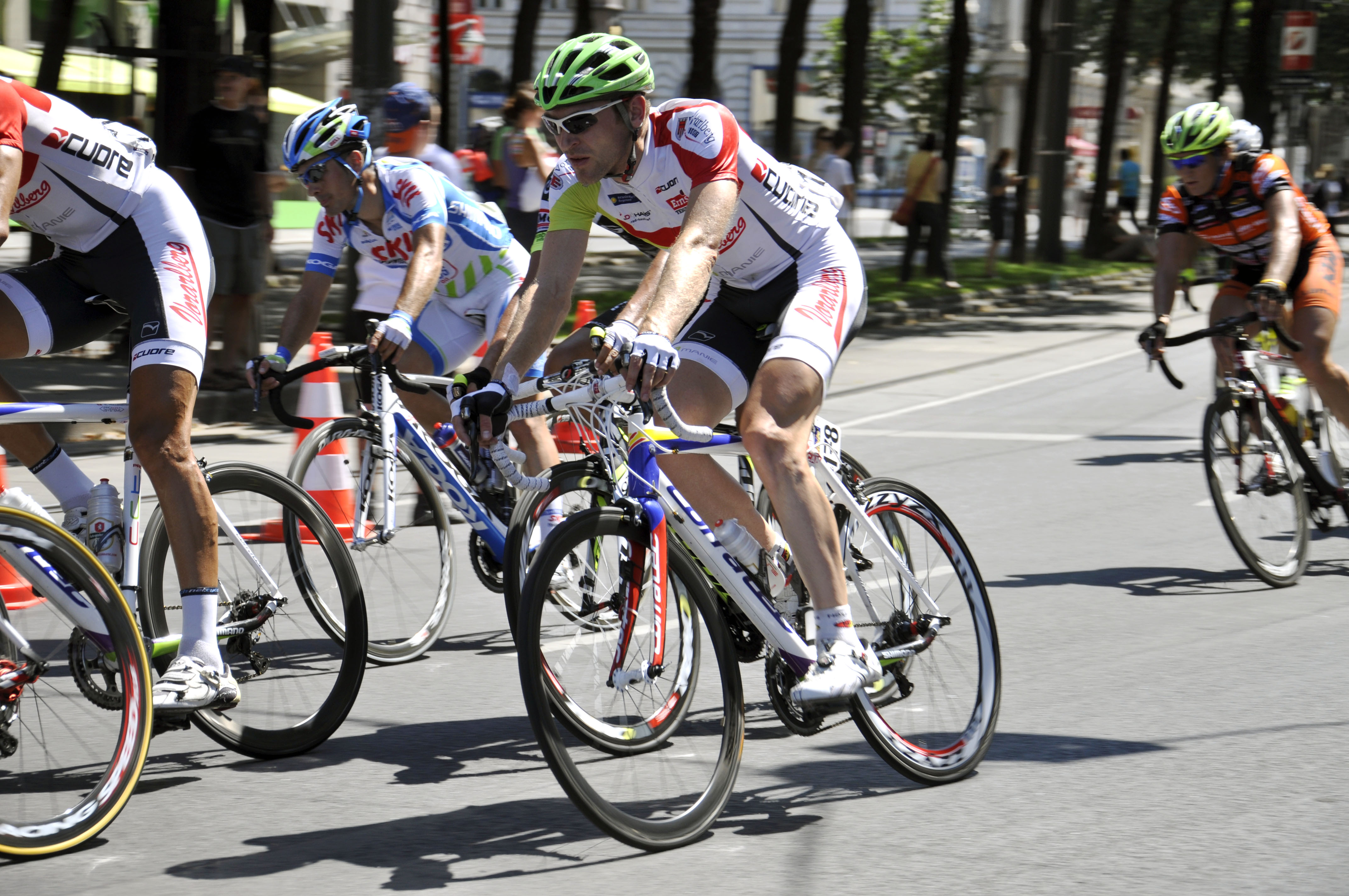
René Weissinger bei der Österreich-Rundfahrt 2011

René Weissinger (* 11. Dezember 1978 in Böblingen) ist ein ehemaliger deutscher Radrennfahrer.
René Weissinger begann seine internationale Karriere 2002 bei dem Team Rothaus. Zu seinen größten Erfolgen zählte die Deutsche Bergmeisterschaft 2001, das Eintagesrennen Berner Rundfahrt 2005, zwei Etappensiege bei der Tour of Qinghai Lake 2006 und die Sprintwertung der Tour de Suisse 2008. Außerdem studierte Weissinger an der FH Pforzheim und nahm an den Studierenden-Weltmeisterschaften im Radsport teil.

## Erfolge
2001
- Deutsche Bergmeisterschaft

2005
- Berner Rundfahrt

2006
- zwei Etappen Tour of Qinghai Lake

2008
- Sprintwertung Tour de Suisse

## Teams
- 2002 Team Rothaus
- 2003 Team Vermarc Sportswear
- 2004 Volksbank-Ideal Leingrüber
- 2005 Volksbank-Leingrüber Ideal
- 2006 Skil-Shimano
- 2007 Team Volksbank
- 2008 Team Volksbank
- 2009 Vorarlberg-Corratec
- 2010 Vorarlberg-Corratec
- 2011 Team Vorarlberg
- 2012 Team Vorarlberg

## Familiäres
Er ist der Sohn des Radrennfahrers Roland Weissinger, der mehrfach deutscher Meister im Bahnradsport und Straßenradsport war.